# Sprent Dabwido
Sprent Jared Dabwido (født 1972, død 8. maj 2019 i Armidale, Australien) var en nauruansk politiker, der var præsident i landet i perioden 2011-2013. Dabwido var søn af et tidligere parlamentsmedlem, og han blev valgt ind i Naurus parlament ved valget i 2004. I 2009 blev han minister for telekommunikation i Marcus Stephens regering. Efter Stephens afgang i november 2011 blev Dabwido en del af oppositionen, og han stod bag et mistillidsvotum mod den midlertidige præsident Frederick Pitcher, hvorpå han selv blev valgt til præsident få dage senere, 15. november. Som præsident fungerede Dabwido samtidig som regeringsleder i den lille nation.
Han stillede ikke op til genvalg i 2013, hvorpå præsidentembedet blev overtaget af Baron Waqa.

## Aftale om at sende australske asylansøgere til Nauru
Dabwido blev kendt for i 2012 at indgå en aftale mellem Nauru og Australien om at depotere australske asylansøgere til Nauru mens deres sag blev behandlet. På et tidspunkt var der over 1.200 asylsøgere i asylcentre på Nauri. Australske politikere sagde at ansøgerne blev godt behandlet på Nauru. Amnesty International kaldte det et "grusomt system af mishandling med en politik der er bevidst designed til at skade folk". Mindst fem personer døde i asylcentrene, herunder en iransk flygtning som satte ild på sig selv. Dabwido udtalte senere at han fortrød sin beslutning fra dengang.

## Tiden efter præsidentembedet
Dabwido blev valgt til parlamentet i 2013 efter sin præsidenttid. Han blev medlem af oppositionen og kritiserede præsident Waqa for korruption og magtmisbrug. Dabwido og fire andre parlamentsmedlemmer blev udvist af parlamentet, og det kom til uroligheder i 2015 med demonstrationer i Nauru. Dabwido blev anklaget for oprør.
Dabwido fik konstateret kræft i marts 2018, og behandling var ikke mulig i Nauru. Ifølge Dabwido nægtede Naurus regering at udlevere hans pas så han kunne rejse til udlandet for at få behandling, indtil september 2018. Efter at han kunne rejse ud, tog han til først til Thailand for behandling, og efterfølgende til Australien hvor han søgte asyl.
Dabwido døde 8. maj 2019 af kræft i Australien. Ifølge hans læge kunne have overlevet hvis kræftbehandlingens var startet med det samme.